# Erythrocarpon microstomum
Erythrocarpon microstomum — вид грибів, що належить до монотипового роду Erythrocarpon.